# Höflichkeit
Die Höflichkeit ist eine Tugend, deren Folge eine rücksichtsvolle Verhaltensweise ist, die den Respekt vor dem Gegenüber zum Ausdruck bringen soll. Ihr Gegenteil ist die Grobheit oder Barbarei.
Sozial gehört sie zu den Sitten, soziologisch zu den sozialen Normen. Das Wort hat sich aus dem Begriff „höfisch“ entwickelt, der die Lebensart am frühneuzeitlichen Hof bezeichnete.

## Allgemeines
Im Gegensatz zur Freundlichkeit, mit der man vertraute Menschen behandelt, ist die Höflichkeit stark durch gesellschaftliche Normen und Umgangsformen geprägt und drückt sich oft durch respektvolle Distanz aus. Je nach Kultur und Epoche finden sich sehr unterschiedliche Ausprägungen dessen, was als höflich gilt. Allgemein gültige Höflichkeitsregeln, die für alle Kulturen gelten, lassen sich daher nicht finden. Eine zusammenfassende allgemeine Definition lautet in an Arthur Schopenhauer angelehnter Formulierung: „Höflichkeit ist ein sprachliches oder nichtsprachliches Verhalten, das zum normalen Umgang der Menschen miteinander gehört und den Zweck hat, die Vorzüge eines anderen Menschen indirekt zur Erscheinung zu bringen oder ihn zu schonen, wenn er vielleicht nicht vorzüglich sein will.“ Die zugehörigen Verhaltensformen bezeichnet man – technisch, das heißt nicht moralisch wertend – entweder als negative oder als positive Höflichkeit: „‚negative Höflichkeit‘, die auf Schonung und Entlastung des anderen bedacht ist“, im Gegensatz zur „‚positive[n] Höflichkeit‘, die Sympathie, Aufmerksamkeit und Neugierde für den anderen zeigt.“ Eine solche gerade nicht distanziert-kühle Höflichkeit wird auch als „Herzenshöflichkeit“ bezeichnet (vgl. das Taktgefühl). Der französische Moralist Joseph Joubert sagte dazu: „Für den Menschen ist seine Güte der schönste Schmuck, der ist nicht ausreichend Mensch, wer nicht ausreichend gut erzogen ist.“
Historisch entwickelte sich die Höflichkeit im Prozess der Zivilisation (Norbert Elias) im spätmittelalterlichen Übergang zur Neuzeit, zuerst bei Hofe, wo die Rohheit und Gewalttätigkeit des Feudaladels zur höfischen Courtoisie des Hofadels gebändigt wurde.
Höflichkeit ist eine Strategie im Rahmen des von Erving Goffman geprägten Begriffs des Facework.

## Beispiele
Einige wenige Beispiele von Höflichkeitsnormen, die in den meisten westlichen Gesellschaften allgemein gängig sind:
- Andere nicht in Verlegenheit oder peinliche Situationen bringen; dazu gehört auch Zurückhaltung beim Ansprechen womöglich heikler Themen. (Drastisches Sprichwort: Im Haus des Gehenkten spricht man nicht vom Strick.) So hält man sich auch mit kritischen Meinungsäußerungen gegenüber anwesenden oder sogar abwesenden Personen zurück (unhöflich ist es zum Beispiel auch, ein Gespräch schnell auf den Klatsch hinzusteuern).
- Anderen für etwas danken, aber umgekehrt einem Dank taktvoll ausweichen.
- Andere begrüßen und sich von anderen verabschieden (siehe Gruß). Nichterwiderung eines Grußes wird als grobe Unhöflichkeit empfunden.
- An Türen anklopfen und warten, bis der Eintritt gewährt wird; oder zurückhaltend auf die eigene Gegenwart aufmerksam machen (klassisch: hüsteln).
- In alltäglichen Situationen werden ältere Menschen gegenüber rüstigeren Personen bevorzugt (vor-emanzipatorisch auch Frauen gegenüber Männern), als schwächer gesehene Menschen werden quasi ausgleichend bevorzugt (einen Sitz anbieten, Erfrischungen reichen, persönliche Begrüßung mehrerer).
- Sich sprachlich in distanzierter und respektvoller Weise ausdrücken, ohne Not keine groben Worte wählen.[4] (Einige Sprachen unterscheiden in der 2. Person zwischen Höflichkeitsform („Sie“) und allgemeiner Form („Du“) bzw. eines vertraulichen Sprachgebrauchs wie das Duzen.)
- Den anderen ausreden lassen, ihm zuhören und das Gesagte zumindest einmal in Betracht ziehen.
- Eine höfliche Anfrage auch höflich zu erwidern, auch wenn sie ablehnend sein sollte.

## Moralphilosophische Definitionen und Empfehlungen
Der Moralphilosoph Friedrich Paulsen gab folgende klare und prägnante Definitionen und Empfehlungen:
Höflichkeit als Beachtung des jeweiligen Verkehrs-Zeremoniells:
Sei höflich, d. h. gewöhne dich daran, das Verkehrszeremoniell zu beachten, das die Gesellschaft, d. h. hier die Gesamtheit derer, die durch geselligen Verkehr miteinander verbunden sind, wie jede Organisation hervorbringt. Durch das Verkehrszeremoniell wird allgemein verbindlich vorgeschrieben, wie der einzelne sich im geselligen Verkehr benehmen soll, wann und wie er
- zu reden und zu schweigen,
- zu nehmen und zu geben,
- Besuche zu machen und zu empfangen,
- zu essen und zu trinken,
- sich zu kleiden und zu verbeugen,
- Briefe zu schreiben und
- Anreden zu machen habe.

Es ist die Aufgabe des Verkehrszeremoniells, den Störungen vorzubeugen, die im geselligen Verkehr durch Ungeschick und disziplinlose Selbstsucht hervorgerufen würden.
Anstand:
Wahre den Anstand, d. h. verletze niemanden. Der Anstand gebietet, zu vermeiden, was dem anderen abstoßend, widerwärtig, ekelhaft sein könnte.
Höflichkeit im engeren Sinne (humanitas):
Erstrebe Höflichkeit im engeren Sinne (humanitas). Der Höfliche kommt dem Fremden mit Zeichen von Achtung und Wohlwollen entgegen und erklärt damit, dass er mit ihm auf einen friedlichen und freundlichen Verkehr einzugehen bereit sei.
Rücksichtslosigkeit und ihre Unterarten:
Meide Rücksichtslosigkeit, das Gegenteil der Höflichkeit. Sie zeigt sich entweder in
- Rohheit oder Ungeschliffenheit, in Mangel an Erziehung oder in der Naturanlage begründet;
- Grobheit, d. h. absichtlicher Vernachlässigung der Höflichkeitspflichten.

## Höflichkeit in verschiedenen Kulturen

### Judentum
Eine zentrale Rolle spielen Höflichkeit und gute Umgangsformen (hebr. Derech Eretz, דרך ארץ) in der jüdischen Kultur. Die jüdische Religion gebietet es dem Gläubigen, Gott zu ehren, indem er auf die Gefühle anderer Rücksicht nimmt und sensibel dafür ist. Zu den sozialen Feinheiten, zu denen der Einzelne angehalten ist, zählt insbesondere, dass er Menschen, die er kennt, grüßt, dass er sie zu sich nach Hause einlädt (Hachnasat orchim), und dass er über andere – Abwesende eingeschlossen – respektvoll spricht. Höflichkeit und gute Umgangsformen gelten als essenzielles Element einer stabilen und gesunden Gemeinschaft.